# 考德威爾鎮區 (密歇根州米索基縣)
考德威爾鎮區（英語：Caldwell Township）是位於美國密歇根州米索基縣的一個行政鎮區。

## 地方資料
考德威爾鎮區的面積為92.18平方千米，當中陸地面積為88.60平方千米，而水域面積為3.57平方千米。根據2020年美國人口普查的數據，當地共有人口1394人，而人口密度為每平方千米15.12人。